# Синевка (Роменский район)
Синевка[уточнить] (укр. Синівка) — село, Синевская сельская община, Роменский район, Сумская область, Украина.
Код КОАТУУ — 5923286801. Население по переписи 2001 года составляло 1546 человек.
Является административным центром Синевской сельской общины, в которую, кроме того, входит село Должик.

## Географическое положение
Село Синевка находится на берегу реки Грунь, выше по течению на расстоянии в 1 км расположено село Подолки, ниже по течению на расстоянии в 2 км расположено село Подставки. Через село проходит автомобильная дорога Т-1913.

## История
- Село Синевка впервые упоминается в 1669 году. С 7 марта 1923 года до 7 июня 1957 года было центром Синевского района сначала в Роменском округе Полтавской губернии, затем в Харьковской, Полтавской и Сумской областях.

## Экономика
- Молочно-товарная ферма.
- «Синовка», агрофирма.
- «Синевские зори», кооператив.

## Объекты социальной сферы
- Школа.
- Синевский профессиональный аграрный лицей.
- Дом престарелых и инвалидов.

## Достопримечательности
- Братская могила советских воинов.

## Известные уроженцы
Фомич, Андрей Никитич (1923—1980) — полный кавалер ордена Славы.